# メリーズ
メリーズ（merries）は、花王が製造・販売している乳幼児用紙おむつ、おしりふき及びベビー用ボディケア用品のブランドである。

## 概要
1983年にテープ止めタイプを発売。P&G、ユニ・チャーム、大王製紙といった同業他社と比べると後発ながら、当初の製品から高吸水性ポリマー樹脂、不織布、他社に先駆けて全面通気性シートなどを採用し、現代の紙おむつと遜色がない機能性を有していた。1995年4月にパンツタイプを発売（関東・甲信越・中部・近畿では1994年10月に先行発売）。2007年以降は日本国内のベビー用紙おむつにおいて金額シェアでNo.1となった。

## 発売製品

### 現行製品
ベビー用紙おむつ
- メリーズ ファーストプレミアム（テープ止めタイプ） - 2020年10月発売
  - 新生児用 3000gまで - 「さらさらエアスルー」から移行。入数が「さらさらエアスルー」の38枚から40枚に増量され、タテ型からヨコ型に変更された。
  - 新生児用 5000gまで
  - Sサイズ（4～8kg）
  - Mサイズ（6～11kg）

- メリーズ ファーストプレミアム パンツ - 2021年11月発売
  - Sサイズ（4～8kg）
  - Mサイズ（6～11kg）
  - Lサイズ（9～14kg）
  - ビッグ(XL)サイズ（12～22kg）

- メリーズ ずっと肌さらエアスルー（テープ止めタイプ） - 2023年4月（一部店舗は同年3月最終週）に「メリーズ さらさらエアスルー」をリニューアル。通気シートが改良され、テープの色を白地から全面緑色に変え、おむつの絵柄も変更された。
  - 新生児用 5000gまで - 入数は「さらさらエアスルー」の90枚から76枚に減容された。
  - Sサイズ（4〜8kg） - 入数は「さらさらエアスルー」の82枚から70枚に減容された。
  - Mサイズ（6〜11kg） - 入数は「さらさらエアスルー」の64枚から56枚に減容された。

- メリーズ ずっと肌さらエアスルー パンツ -  2023年4月（一部店舗は同年3月最終週）に「メリーズパンツ さらさらエアスルー」をリニューアル。通気シートが改良され、おむつの絵柄を変更。後ろ側に「うしろ」マークが追加された。
  - Sサイズ（4〜8kg） - 2016年9月発売
  - Mサイズ（6〜11kg） - 入数は「さらさらエアスルー」の58枚から52枚に減容された。
  - Lサイズ（9〜14kg）
  - ビッグ(XL)サイズ（12〜22kg）
  - ビッグより大きい(XXL)サイズ（15〜28kg） - 一時製造を中止していた時期があったが、2013年6月に仕様変更の上、約1年ぶりに製造再開・販売を開始した。

かつては夜用パンツ、トイレトレーニング用パンツも発売されていたが、現在は発売していない。また、スーパービッグ(XXXL)サイズは日本・海外のいずれにおいても発売していない。
おしりふき（日本国内）
- ファーストプレミアムおしりふき やわらか厚手タイプ - 元々は「スキンケアおしりふき」として発売されていたが、2009年2月のリニューアル時に「するりんキレイおしりふき」に改名。2017年初夏のデザインリニューアル時に「するりんキレイおしりふき やわらか厚手タイプ」に製品名に再改名された。2019年春につめかえ用をリニューアル。デザインが変更され、ケースなしで使用可能な包装となった（このため、「つめかえ用」の表記が無くなる）。リニューアルに伴って本体は2019年3月に製造を終了した。2021年1月にシートを改良してリニューアルし、テープ止めタイプで展開していた「ファーストプレミアム」へ移行した。

- するりんキレイおしりふき トイレに流せるタイプ - 本品には通常サイズの他に、20枚入りの「おでかけ用」が設定されている。元々は「トイレに流せるスキンケアおしりふき」として発売されていたが、2009年2月のリニューアル時に「トイレに流せるするりんキレイおしりふき」に改名。2017年初夏のデザインリニューアル時に現在の製品名に再改名された。2019年春につめかえ用とおでかけ用をリニューアル。デザインが変更され、つめかえ用はケースなしで使用可能な包装となった（このため、「つめかえ用」は「64枚×3コパック」に改名）。リニューアルに伴って本体は2019年3月に製造を終了した。

スキンケア（日本国内）
- メリーズスキンケアシリーズ - 一部店舗等での先行販売を経て、2017年4月発売。2020年秋にパッケージデザインが変更された。
  - ベビー全身泡ウォッシュ
  - ベビーローション - ボトルタイプ（120ml）とポンプタイプ（300ml）がある。パッケージデザインの変更に合わせて中身が改良され、ポンプタイプは使ってくるうちに内側が縮むことで中身が空気に触れない密封型の「フレッシュボトル」となった。
  - ベビークリーム
  - はじめての肌ケアセット - スキンケアシリーズ全品のミニサイズ（ベビー全身泡ウォッシュは90ml、ベビーローションは60ml、ベビークリームは30g）をジップ付袋に封入した携帯用を兼ねたトライアルセット。

### 製造終了製品
生産終了
- メリーズE - おむつカバー不要のエコノミータイプ。
- メリーズQ - 生まれた日から使える、おむつカバー併用タイプ。新生児〜6ヶ月までの赤ちゃんに適合。
- メリーズ さらさらエアスルー 新生児用 3000gまで - 以前は「新生児用小さめサイズ」の名称で「花王ダイレクト販売サービス」限定で発売されていたが、2017年4月のリニューアルで改名され、店頭販売が開始された。「メリーズ ファーストプレミアム」へ移行のため、2020年10月製造終了。
- メリーズキッズ ぐっすりパンツ - 夜用パンツ。2012年1月から供給ができない状態になっていたが、今後も長期にわたり再開できる目処が立たないことから、同年5月に製造・販売を終了した。
- メリーズキッズ トレパンツ - トイレトレーニング専用パンツ。2012年6月製造終了。

過去のブランド
- メリーズ ずっと肌さらエアスルーへ移行
  - メリーズ
  - ニューメリーズ
  - スーパーメリーズ - マジックテープ方式の何度でもテープを採用。
  - メリーズ さらさらエアスルー - 新生児用 3000gまでとLサイズ（9～14kg）は2021年3月末をもって製造を終了し、新生児用 3000gまでは「ファーストプレミアム」へ統合された。

- メリーズパンツ ずっと肌さらエアスルーへ移行
  - メリーズパンツ
  - メリーズパンツ のびのびWalker - レギュラーパック（Mサイズ33枚・Lサイズ27枚・ビッグサイズ24枚）は「メリーズパンツ さらさらエアスルー」への移行を受けずに2014年9月をもって製造終了した。
  - メリーズパンツ さらさらエアスルー

## キャラクター
うさちゃんという名前のうさぎ型をした、メリーズ星からやってきたという設定のオリジナルキャラクターが使用されている。
同業他社の製品と異なり、他者が版権を持つキャラクターは使用されていない。

## 海外での展開
2019年現在は日本以外では、中国、香港、台湾、韓国、フィリピン、ベトナム、タイ、マレーシア、シンガポール、インドネシア、オーストラリア、ニュージーランド、ロシア、ウクライナ、カザフスタンにて発売されている。このうち台湾などでは日本では発売されていないXLサイズ（12〜20kg、日本でのビッグサイズ）のテープ止めタイプも発売されている。

### 中国市場
2000年代後半以降は経済成長が著しい中国でも、日本製で同国製品と比べて信頼性が高いという評判から富裕層を中心に人気を博すようになり、いわゆる爆買いのターゲットとなったこともあってスーパーマーケット、ドラッグストアなどにおいて品薄状態が続いていた。2013年に中国にて現地生産を開始したが、中国工場で生産された製品ではなく、日本の工場で生産された製品を求める中国の消費者の指向は今も根強い。